# Triaenodes semigraphatus
Triaenodes semigraphatus är en nattsländeart som beskrevs av Wolfram Mey 1990. Triaenodes semigraphatus ingår i släktet Triaenodes och familjen långhornssländor. Inga underarter finns listade i Catalogue of Life.